# Бержтай (Калнуяйське староство)
Бержтай (Beržtai) — село у Литві, Расейняйський район, Калнуяйське староство, знаходиться за 7 км від села Калнуяй. Станом на 2001 рік у селі проживала 1 людина. 2011 року в селі населення не було.

## Принагідно
- Beržtai (Kalnujai)[недоступне посилання з червня 2019]

| Литва | Це незавершена стаття з географії Литви. Ви можете допомогти проєкту, виправивши або дописавши її. |